# アミノデオキシコリスミ酸リアーゼ
アミノデオキシコリスミ酸リアーゼ(Aminodeoxychorismate lyase、EC 4.1.3.38)、以下の化学反応を触媒する酵素である。
4-アミノ-4-デオキシコリスミ酸{\displaystyle \rightleftharpoons }4-アミノ安息香酸 + ピルビン酸
従って、この酵素の基質は4-アミノ-4-デオキシコリスミ酸のみ、生成物は4-アミノ安息香酸とピルビン酸の2つである。
この酵素はリアーゼ、特に炭素-炭素結合を切断するオキソ酸リアーゼに分類される。系統名は、4-アミノ-4-デオキシコリスミ酸 ピルビン酸リアーゼ (4-アミノ安息香酸形成)(4-amino-4-deoxychorismate pyruvate-lyase (4-aminobenzoate-forming))である。他に、enzyme X、4-amino-4-deoxychorismate lyase、4-amino-4-deoxychorismate pyruvate-lyase等とも呼ばれる。この酵素は、葉酸の生合成に関与している。